# Мунайшы
Мунайшы (каз. Мұнайшы) — аул (ранее посёлок) в Каракиянском районе Мангистауской области. Посёлок находится в пустыне недалеко от берега Каспийского моря. Источников питьевой воды около Мунайшы нет, он обеспечивается водой из Волги, отведённой по водопроводу Астрахань — Мангышлак.
На севере от Мунайшы расположено крупное нефтегазоконденсатное месторождение — Жетыбай.
В Мунайшы находится административное здание производственного управления «Жетыбаймунайгаз» казахской нефтяной компаний АО «Мангистаумунайгаз».

## Население
В 1999 году население посёлка составляло 3065 человек (1513 мужчин и 1552 женщины). По данным переписи 2009 года, в посёлке проживало 4647 человек (2400 мужчин и 2247 женщин).